# Ревельская Александровская гимназия
Ре́вельская Алекса́ндровская гимна́зия (эст. Aleksander Nevski Poeglaste Gümnaasium, Tallinna Aleksandri Gümnaasium) — среднее учебное заведение Российской империи. Находилась в Ревеле, действовала с 1872 по 1917 год.

## История

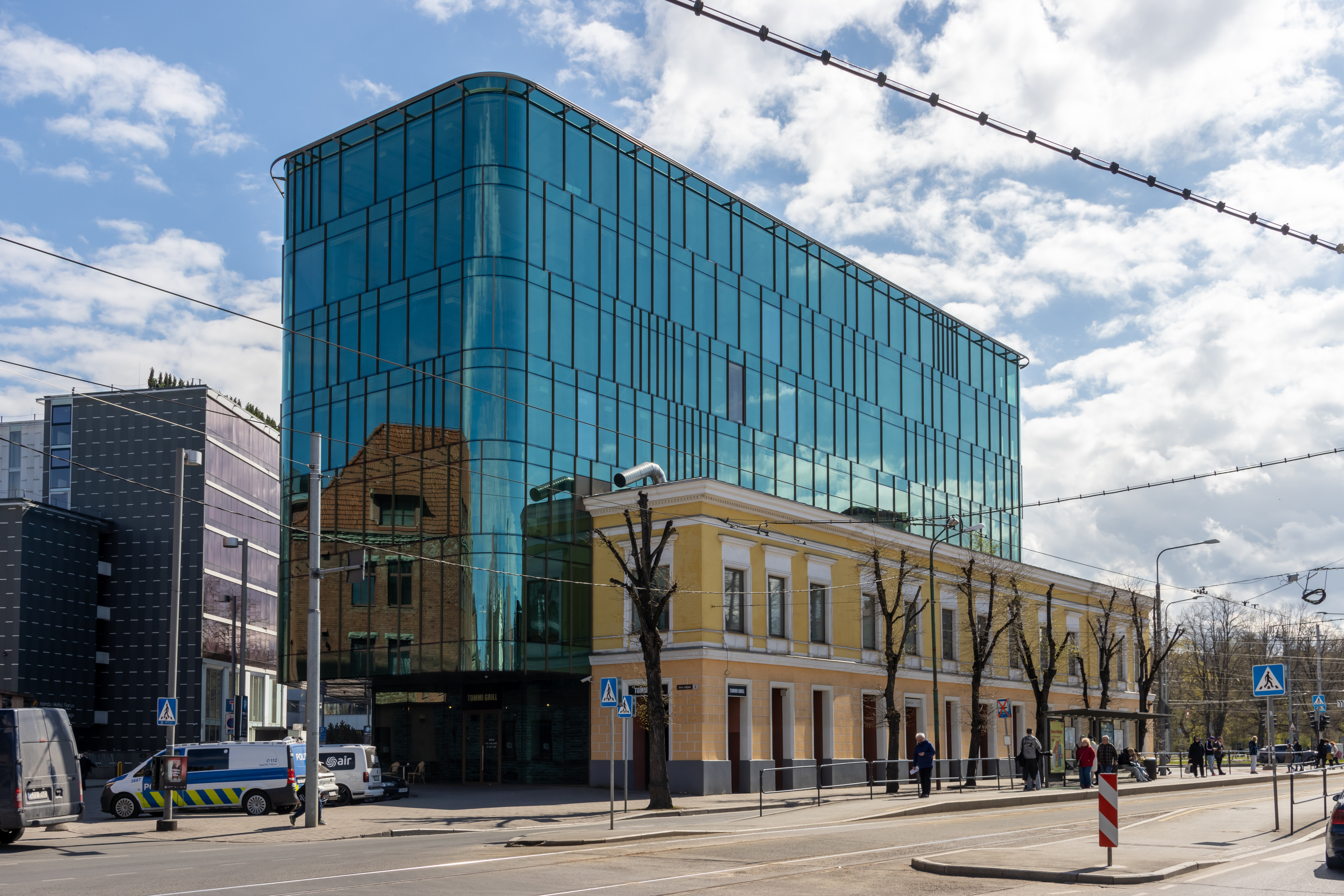
Современный вид здания, 2024 год

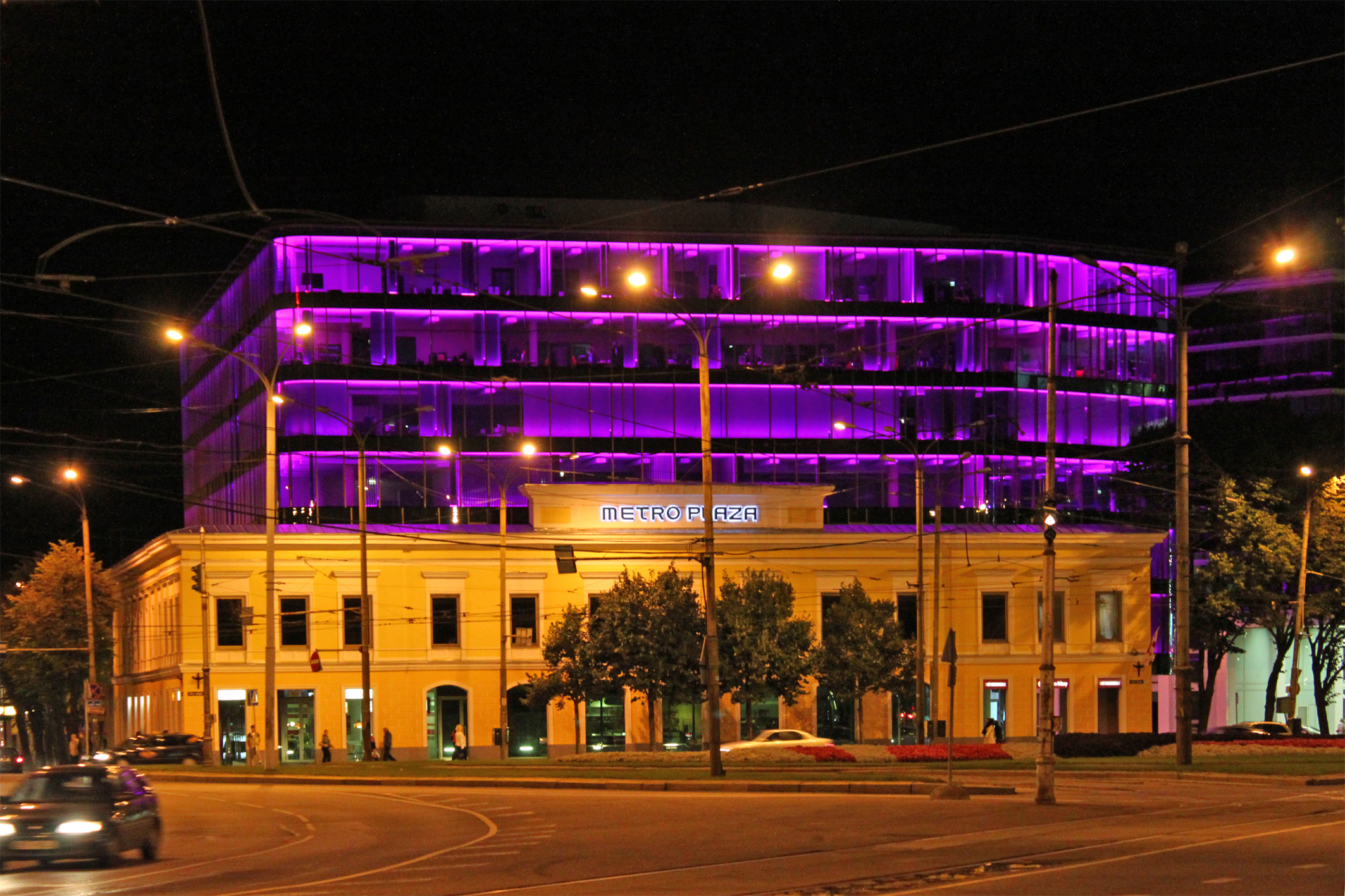
Здание с ночной подсветкой, 2010 год

Гимназия была основана по инициативе общественности и обустроена на Русском рынке (ныне —
площадь Виру), в здании постройки 1850 года — бывшем Торговом доме Роттерманна, приобретённом городскими властями в 1871 году. Открыта 31 мая 1872 года. Обучение велось на русском языке.
В 1877 году был открыт 8-й класс (первый набор — 2 ученика), а в июне 1878 состоялся первый выпуск (2 ученика).
В годы Первой Эстонской республики в здании располагалась Таллинская 1-я женская гимназия, после Второй мировой войны — Таллинское промышленное училище № 49, а позднее — Таллинский педагогический институт. За это время в здании было произведено мало конструктивных изменений, а позднее были проведены только санитарные ремонты. В настоящее время за отреставрированными внешними стенами здания построено новое, более высокое строение.
Здание бывшей гимназии в 1996 году было внесено в Государственный регистр памятников культуры Эстонии как архитектурный памятник. Расположено на углу площади Виру и бульвара Мере, регистровый адрес пл. Виру 2.

## Директора
- 06.10.1871—1.07.1886 — Гибер фон Грейфенфельс, Иван Иванович[2]
- 01.07.1886—1890 — Янчевецкий, Григорий Андреевич[2]
- 01.01.1891—28.11.1892 —  Тихомиров, Фёдор Евдокимович[2]
- 28.11.1892—1897 — Рожанковский, Степан Фёдорович[2]
- 1897—1902 — Погодин, Пётр Дмитриевич[3]
- 21.02.1902—1906 — Пользинский, Пётр Степанович
- 1906—1908 — Иванов, Николай Иванович
- 01.11.1908—1910? — Брюхатов, Андрей Дмитриевич
- 1910—1912 — Васильков, Илья Капитонович
- 12.02.1913—1917 — Хваленский, Василий Иванович

## Известные выпускники
- Тынис Варес (1882, экстерном)
- Йохан Питка (1887)
- Макс Губергриц (1904, с отличием)
- Максим Тракман (1910)
- Юлиус Марк (1911)
- Пауль Когерман (1913, экстерном)
- Альберт Борквелл (1915)